# Groblershoop
Groblershoop (afrikaans; deutsch etwa: „Groblers Hoffnung“) ist eine Stadt in der südafrikanischen Provinz Nordkap. Sie liegt im Distrikt ZF Mgcawu und ist Verwaltungssitz der Local Municipality !Kheis.

## Geographie
2011 hatte Groblershoop 4938 Einwohner (Volkszählung 2011). Die meisten Einwohner leben im südöstlich gelegenen Stadtteil Stutterheim, der zur Apartheidzeit den Coloureds vorbehalten war. Groblershoop liegt nahe dem Südufer des Oranje und wird auch „Tor zur Green Kalahari“ genannt, einem insel- und vegetationsreichen, flussabwärts liegenden Abschnitt des Oranje in wüstenartiger Umgebung.

## Geschichte
Der Ort wurde 1914 auf der Farm Sternham gegründet und 1939 nach dem früheren Landwirtschaftsminister Piet Grobler umbenannt. 1929 bis 1933 wurde flussaufwärts der Boegoeberg Dam im Oranje errichtet, der zu einem Aufschwung des Ortes führte.

## Wirtschaft und Verkehr
Groblershoop ist ein Zentrum des Weinbaus, der im Oranjetal betrieben wird. Oranjerivier Wine Cellars ist weltweit die zweitgrößte weinanbauende Genossenschaft. In Groblershoop gibt es einen Schlachthof. Der Tourismus spielt ebenfalls eine Rolle.
Die National Route 10 führt etwa in Nordwest-Südost-Richtung durch die Stadt und verbindet Upington mit Prieska. Die National Route 8 beginnt in Groblershoop und führt ostwärts Richtung Kimberley. Südlich der Stadt lag der Flugplatz Groblershoop Airstrip, der aufgegeben wurde. Nördlich führt die Bahnstrecke Sishen–Saldanha an Groblershoop vorbei.